# RTS Svet
RTS Svet es un canal de televisión público internacional de Serbia, perteneciente a RTS. El canal está dirigido, principalmente, a la diáspora serbia.

## Historia
El canal inició emisiones como TVB Satelit el 14 de mayo de 1991 desde el satélite Eutelsat1, con el objetivo de fortalecer los lazos con la diáspora.
Durante la década de 1990, el canal no tuvo la oportunidad de desarrollarse técnicamente debido a las sanciones contra la República Federativa de Yugoslavia. El canal fue prohibido por Eutelsat durante el bombardeo de la OTAN sobre Yugoslavia en 1999. Tras los cambios políticos del año 2000, la programación de este canal ha ido mejorando.
En 2018, el canal adoptó su denominación actual. Además de la emisión por satélite, RTS Svet también está disponible a través de Internet y plataformas de cable.

## Programación
- Дневник
- Вести
- Јутарњи програм РТС-а
- Ово је Србија
- Шта радите, бре?
- Београдска хроника
- Око
- Око магазин
- Упитник
- Да, можда, не
- Знање, имање
- Србија на вези
- ТВ слагалица
- Потера
- Шареница
- Балканском улицом